# Pablo Monroy
Pablo Alfonso Monroy Reyes (Pachuca, 22 luglio 2002) è un calciatore messicano, difensore del Pumas UNAM e della nazionale messicana.

## Caratteristiche tecniche
È un terzino destro.

## Carriera

### Club
È cresciuto nel settore giovanile del Pumas UNAM, ed ha debuttato in prima squadra il 15 febbraio 2023 nell'incontro di Liga MX perso 3-1 contro il Necaxa.

### Nazionale
Ha giocato con la nazionale messicana Under-23, con cui ha vinto la medaglia di bronzo agli XIX Giochi panamericani.
Il 31 maggio 2024 ha esordito con la nazionale maggiore nell'amichevole vinta 1-0 contro la Bolivia.

## Statistiche

### Presenze e reti nei club
Statistiche aggiornate al 4 marzo 2025.
| Stagione        | Squadra         | Campionato      | Campionato | Campionato | Coppe nazionali | Coppe nazionali | Coppe nazionali | Coppe continentali | Coppe continentali | Coppe continentali | Altre coppe | Altre coppe | Altre coppe | Totale | Totale | Totale |
| Stagione        | Squadra         | Comp            | Pres       | Reti       | Comp            | Pres            | Reti            | Comp               | Pres               | Reti               | Comp        | Pres        | Reti        | Pres   | Reti   |        |
| --------------- | --------------- | --------------- | ---------- | ---------- | --------------- | --------------- | --------------- | ------------------ | ------------------ | ------------------ | ----------- | ----------- | ----------- | ------ | ------ | ------ |
| 2022-2023       | Pumas UNAM      | LMX             | 10         | 0          | -               | -               | -               | -                  | -                  | -                  | -           | -           | -           | 10     | 0      |        |
| 2023-2024       | Pumas UNAM      | LMX             | 26         | 0          | -               | -               | -               | -                  | -                  | -                  | LC          | 0           | 0           | 26     | 0      |        |
| 2024-2025       | Pumas UNAM      | LMX             | 15         | 0          | -               | -               | -               | CCC                | 3                  | 0                  | LC          | 0           | 0           | 18     | 0      |        |
| Totale carriera | Totale carriera | Totale carriera | 51         | 0          |                 | -               | -               |                    | 3                  | 0                  |             | 0           | 0           | 54     | 0      |        |

### Cronologia presenze e reti in nazionale
| Cronologia completa delle presenze e delle reti in nazionale ― Messico | Cronologia completa delle presenze e delle reti in nazionale ― Messico | Cronologia completa delle presenze e delle reti in nazionale ― Messico | Cronologia completa delle presenze e delle reti in nazionale ― Messico | Cronologia completa delle presenze e delle reti in nazionale ― Messico | Cronologia completa delle presenze e delle reti in nazionale ― Messico | Cronologia completa delle presenze e delle reti in nazionale ― Messico | Cronologia completa delle presenze e delle reti in nazionale ― Messico |
| Data                                                                   | Città                                                                  | In casa                                                                | Risultato                                                              | Ospiti                                                                 | Competizione                                                           | Reti                                                                   | Note                                                                   |
| ---------------------------------------------------------------------- | ---------------------------------------------------------------------- | ---------------------------------------------------------------------- | ---------------------------------------------------------------------- | ---------------------------------------------------------------------- | ---------------------------------------------------------------------- | ---------------------------------------------------------------------- | ---------------------------------------------------------------------- |
| 31-5-2024                                                              | Chicago                                                                | Messico                                                                | 1 – 0                                                                  | Bolivia                                                                | Amichevole                                                             | -                                                                      | 90+2’                                                                  |
| Totale                                                                 |                                                                        | Presenze                                                               | 1                                                                      |                                                                        | Reti                                                                   | 0                                                                      |                                                                        |